# ジャングル・ジョージ ザ・シリーズ
『ジャングル・ジョージ ザ・シリーズ』（原題：George of the Jungle）は、Adobe Flashを用いたカナダ・アメリカ合衆国の合作のアニメシリーズで、1967年に放送された同名の作品（邦題『ゆかいなターザン』）のリメイクである。カナダではテレトゥーンで放送されており、日本では2008年6月21日（先行放送は同年6月14日）からトゥーン・ディズニーで放送された。トゥーン・ディズニーがリニューアルされた後､ディズニーXDでも放送された。　また。ラテンアメリカではディズニーチャンネルで放送されている。アメリカ合衆国ではカートゥーンネットワークで放送されたが、クリスマスエピソードが第1話になっていた。
このバージョンはリメイク元に忠実に作られてはいるものの、1話当たり10分と短いうえ、Tom Slickやスーパーチキンなどと併せて放送されたリメイク元とは異なり、今作はジャングル・ジョージだけ放送されている。

## 登場人物
ジョージ
声 - リー・トッカー/勝杏里
この番組の主人公で、ターザンの如くゴリたちとともにジャングルで暮らしている。
ゴリ(Ape)
声 - ポール・ドブソン/松本大
ジョージの親友であるゴリラ。
アースラ
声 - ブリット・アーヴィン /園崎未恵
マギー(Magnolia)
声 - タバサ・セント・ジェルマン/藤田咲
本名マグノアリア。オシャレ好きの少女。
ナレーター
声 - マイケル・ダインフィールド（シーズン1）、ジェフ・ランビー（シーズン2） / 中村大樹

## サブタイトル
| #  | サブタイトルA              | サブタイトルB                  |
| -- | -------------------------- | ------------------------------ |
| 1  | ブルンブルン虫             | ジョージは裸の王様             |
| 2  | ジョージのキケンな香り     | 黄金の神殿はいかが？           |
| 3  | 薬なんて大キライ!          | いとこのラリーがやってきた     |
| 4  | ツタ・スイング免許を取ろう | ジャングルヒーローは大いそがし |
| 5  |                            |                                |
| 6  |                            |                                |
| 7  |                            |                                |
| 8  |                            |                                |
| 9  |                            |                                |
| 10 |                            |                                |
| 11 |                            |                                |
| 12 |                            |                                |
| 13 | ジョージ朝食を抜く         | 筋肉マニア                     |
| 14 | ベジタリアン・ジャングル   | マギーのポニー物語             |
| 15 | 雨の季節                   | 恋の季節                       |
| 16 | ワガママな貝殻             | プリンセス・ジョージ           |
| 17 | 恐怖のバナナもどき         | 甘えっ子になりたい             |
| 18 | カゲキ大好き!              | イタズラ王バンザイ!            |
| 19 | ジョージ卵を産む           | 踊るゴリ                       |
| 20 | ツノマンに会おう!          | ジョージマウンテンは永遠に     |
| 21 | ジョージの誕生プレゼント   | ウィッチ・ドクターの杖         |
| 22 | ポチのしつけ教室           | お守りの石ころ                 |
| 23 |                            |                                |
| 24 |                            |                                |
| 25 |                            |                                |
| 26 |                            |                                |